# 732-es busz
A 732-es jelzésű elővárosi autóbusz Budapest, Kelenföld vasútállomás és Érd–Parkváros között közlekedik az M7-es autópálya érintésével. A viszonylatot a MÁV Személyszállítási Zrt. üzemelteti.

## Története
2019. május 11-étől Parkvárost ellenkező irányban, az Iparos utca helyett a Szövő utca felől kerüli meg.

## Megállóhelyei
| 0                             | ∫  | Budapest, Kelenföld vasútállomás induló végállomás                  | |
| 5                             | ∫  | Budapest, Péterhegyi út                                             | 710, 712, 720, 722, 734, 735, 736, 762 |
| Budapest közigazgatási határa |    |                                                                     | |
| 12                            | ∫  | Budaörs, Benzinkút                                                  | 172, 173, 288 724, 734, 735, 736, 760, 762 |
| 19                            | ∫  | Törökbálint, Virágtanya                                             | 755, 756 |
| 21                            | ∫  | Érd, Felsővölgyi utca                                               | 755, 756 |
| ∫                             | 0  | Érd, Bem tér induló végállomás                                      | |
| ∫                             | 2  | Érd, Szedő utca                                                     | 733, 736, 755, 756 |
| 23                            | 3  | Érd, Törökbálinti út                                                | 733 |
| 24                            | 4  | Érd, Kárpitos utca                                                  | 733 |
| 25                            | 5  | Érd, Kőműves utca                                                   | 733 |
| 26                            | 6  | Érd, Kövező utca                                                    | 733 |
| 27                            | 7  | Érd, Műszerész utca                                                 | 733 |
| 28                            | 8  | Érd, Nyomdász utca                                                  | 733 |
| 29                            | 9  | Érd, Ötvös utca                                                     | 733 |
| 30                            | 10 | Érd, Iparos utca                                                    | 733 |
| 31                            | 11 | Érd, Esztergályos utca                                              | 733 |
| 32                            | 12 | Érd, Mester utca                                                    | 733 |
| 33                            | 13 | Érd, Burkoló utca                                                   | 733 |
| 34                            | 14 | Érd, M7 csomópont                                                   | 733, 734, 735, 736 |
| 35                            | 15 | Érd, Bem tér érkező végállomás                                      | 724, 733, 734, 735, 736, 737, 738, 755, 756 |
| ∫                             | 17 | Érd, Szedő utca                                                     | 733, 736, 755, 756 |
| ∫                             | 19 | Érd, Felsővölgyi utca                                               | 755, 756 |
| ∫                             | 21 | Törökbálint, Virágtanya                                             | 755, 756 |
| ∫                             | 28 | Budaörs, Benzinkút                                                  | 172, 173, 288 724, 734, 735, 736, 760, 762 |
| Budapest közigazgatási határa |    |                                                                     | |
| ∫                             | 34 | Budapest, Sasadi út (csak leszállás céljából)                       | 8E, 40, 40B, 40E, 53, 87, 88, 88A, 108E, 139, 140, 140A, 150, 153, 154, 172, 173, 187, 188, 188E, 240, 272 764 1172, 1173, 1174, 1175, 1176, 1177, 1183, 1184, 1185, 1188, 1189, 1190, 1193, 1194, 1201, 1205, 1212, 1215, 1216, 1229, 1251, 1253, 1254, 1257, 1268 |
| ∫                             | 35 | Budapest, Kelenföld vasútállomás (Őrmező) (csak leszállás céljából) | 8E, 40, 40B, 40E, 53, 58, 87, 87A, 88, 88A, 101B, 101E, 108E, 141, 150, 150B, 153, 154, 172, 173, 187, 188, 188E, 250, 250B, 251, 251A, 251E, 272 764 S10 G10 S12 S30 Z30 S34 S35 S36 S40 G40 Z40 S42 Z42 G43 G44 IC, EC, EN, sebesvonat, gyorsvonat, expresszvonat, |
| ∫                             | 42 | Budapest, Borszéki utca                                             | 58 710, 712, 715, 720, 722, 724, 734, 735, 736, 760, 762, 763, 767 |
| ∫                             | 44 | Budapest, Kelenföld vasútállomás érkező végállomás                  | 1, 19, 49 8E, 40, 40B, 40E, 53, 58, 87, 87A, 88, 88A, 101B, 101E, 108E, 141, 150, 150B, 153, 154, 172, 173, 187, 188, 188E, 250, 250B, 251, 251A, 251E, 272 689, 691, 710, 712, 715, 720, 722, 724, 725, 727, 734, 735, 736, 760, 762, 763, 764, 767, 770, 774, 775, 778, 779, 798, 799 S10 G10 S12 S30 Z30 S34 S35 S36 S40 G40 Z40 S42 Z42 G43 G44 IC, EC, EN, sebesvonat, gyorsvonat, expresszvonat, P+R |